# گذرگاه کوشان
گذرگاه کوشان (به لاتین: Kushan Pass) گذرگاه کوهستانی درست در غرب گذرگاه معروف سالنگ (۳۸۷۸ متر یا ۱۲۷۲۳ فوت) در رشته‌کوه هندوکش در شمال افغانستان است. این دو گذرگاه مستقیم‌ترین و حتی دشوارترین مسیرها را در سراسر دیوار با شکوه شرقی-غربی کوه‌های هندوکش فراهم می‌کنند که شمال افغانستان یا باختر را از استان کابل، که نزدیک به جنوب افغانستان و پاکستان است، تقسیم می‌کند. امروزه، این گذرگاه را تونل سالنگ که توسط شوروی در دهه ۱۹۶۰ ساخته شد، و جاده آسفالت شده سالنگ تا حد زیادی آسان‌ترین مسیر از میان کوه‌های هندوکش کرده است.
وینسنت اسمیت هند‌شناس ایرلندی بیان می‌کند‌ که اسکندر مقدونی نیروهای خود را از گذرگاه خاوک و گذرگاه کوشان عبور داد. با این حال، به گفته برخی از محققان، واقعاً هیچ دلیلی برای این امر وجود ندارد. «در اواخر بهار سال ۳۲۷ قبل از میلاد، هنگامی که خورشید به اندازه کافی برف‌ها را آب کرده بود، او (اسکندر کبیر) ارتش خود را که شاید پنجاه یا شصت هزار اروپایی در میان آنها بود، از گذرگاه بلند خواک و کاوشان هندوکش هدایت کرد، و پس از ده روز در میان کوه‌ها در دره‌ای غنی که اکنون به نام کوه دامن شناخته می‌شود، پدیدار شد.»
به نظر می‌رسد نام این گردنه از نام شاهنشاهی کوشانی گرفته شده باشد که در ناحیه بغلان، در شمال گردنه‌ها (از قرن اول پیش از میلاد تا قرن دوم میلادی) دارای مکان‌های مهمی بوده است، از جمله سلسله استحکامات با شکوه. معبد سرخ‌کوتل و رباتک که در آن سنگ‌نوشته رباطک که اسامی شاهان اولیه کوشان را درج کرده و شواهدی را در مورد تاریخ آغاز عصر کانیشکا ارائه می‌دهد چند سال پیش یافت شد، وجود دارد.